# 김효용
김효용(1972년 5월 10일~)은 롯데 자이언츠에서 뛰었던 전 야구 선수다. 부산공고를 졸업했으며, 프로 통산 2경기 1타수 무안타를 기록했다.

## 같이 보기
- 1992년 롯데 자이언츠 시즌